# Claude Courchay
Claude Courchay est un romancier français né le 5 novembre 1933 à Dakar et mort le 8 février 2024 à Digne-les-Bains,.
Il a obtenu le Prix RTL grand public en 1982 avec le roman Retour à Malaveil.
Il est né à Dakar, qui à l'époque faisait partie des colonies françaises (plus exactement l'Afrique-Occidentale française). Il est agrégé d'histoire. Beaucoup de ses romans se situent en Provence.

## Biographie
Dans les années 1970, il rédige des articles dans la revue Les Temps Modernes. Simone de Beauvoir le décrit de manière très favorable dans Tout compte fait : « Le jeune Marseillais qui s'était présenté à moi comme un désadapté classique et qui, pendant la guerre d'Algérie, a aidé le FLN en prenant de gros risques, est devenu professeur de lettres. Il a eu des postes en province, à la Guadeloupe, au Cambodge : il a raconté ces expériences dans un livre, (La Vie finira bien par commencer). Barbu, chevelu, avide de dépaysement, mais très présent à tout ce qui se propose à lui, ses révoltes ont gardé toute leur fraîcheur. Nommé dans un lycée des environs de Paris, il a essayé d'enseigner à ses élèves avant toute chose la liberté, ce qui n'a pas été sans entraîner des conflits avec l'administration. L'été il faisait ses cours sur la pelouse. Il ne relevait pas les absences [...].  Il ne suivait pas le programme, il encourageait la contestation. [...] Il s'intéressait à ses élèves au point que, logeant dans l'enceinte du lycée, il les laissait s'installer dans sa chambre, écouter des disques, discuter entre eux ou avec lui quand ils le voulaient. Bien entendu les parents ont parlé de drogues et d'orgies: c'est la fédération Armand qui a exigé sa suspension. »
En 1992, il publie La vie comme avant. Le ton est d'une grande verdeur, mais aussi d'un grand pessimisme[réf. nécessaire]. L'histoire se déroule dans un petit village des Alpes-de-Haute-Provence. Le narrateur est un agriculteur, qui vit seul.
Claude Courchay meurt en février 2024 à Digne-les-Bains à l'âge de 90 ans.

## Œuvre
- 1972 : La vie finira bien par commencer[7]
- 1973 : La Soupe chinoise[8]
- 1974 : Chroniques pour un cochon malade[9]
- 1976 : N'oubliez pas la lutte des classes[10]
- 1978 : Avec des cœurs acharnés[11]
- 1978 : Les Matins célibataires[12]
- 1979 : Les Américains sont de grands enfants[13]
- 1980 : Une petite maison avec un grand jardin[14]
- 1981 : Demain la veille[15]
- 1981 : L'Annonce faite à Matcho, en collaboration avec Joseph Bialot[16]
- 1982 : Matcho et les fourmis blanches, en collaboration avec Joseph Bialot[17]
- 1982 : Retour à Malaveil[18]
- 1983 : Un ami de passage[19]
- 1984 : Le Chemin de repentance[20]
- 1985 : Quelque part, tout près du cœur de l'amour[21]
- 1986 : Histoire du Point-Mulhouse[22]
- 1987 : Avril est un mois cruel[23]
- 1988 : L'Embellie[24]
- 1989 : Des fourmis plein le cœur[25]
- 1990 : Chronique d'un été[26]
- 1990 : Jean des Lointains[27]
- 1992 : La Vie comme avant[28]
- 1994 : Retour à Daussane[29]
- 1995 : Chronique des Collines[30]
- 1995 : Deux pas dans les nuages[31]
- 1997 : Quelqu'un, dans la vallée[32]
- 1997 : L'homme est un animal des lointains
- 1998 : On ne meurt plus d'amour[33]
- 1999 : Des journées ocre et sèches[34]
- 1999 : Veillée d'armes[35]
- 2002 : La Foire aux Agnelles[36]
- 2003 : Drôle de tribu[37]
- 2005 : Seuls sont les indomptés[38]
- 2007 : La Sauvagine[39]